# Lo Hsing Han
Lo Hsing Han oder Law Sit Han (birmanisch: လော်စစ်ဟန်; traditionelles Chinesisch: 羅星漢; vereinfachtes Chinesisch: 罗星汉; Pinyin: Luó Xīnghàn; * 1933 oder 25. September 1935 in Kokang; † 6. Juli 2013 in Rangun) war ein myanmarischer Drogenhändler. Nach seiner Verhaftung und späteren Begnadigung wurde er zu einem bedeutenden Wirtschaftsmagnaten und gründete das Konglomerat Asia World, dessen wichtigster Auftraggeber die im Land herrschende Militärjunta ist. Er unterhielt finanzielle Verbindungen nach Singapur.

## Laufbahn
Lo Hsing Han wurde in eine ethnisch chinesische Familie im heutigen Shan-Staat (in der Region Kokang nahe der Grenze zur chinesischen Provinz Yunnan) geboren. Er soll nach Quellenangaben entweder im Jahre 1933 oder 1935 geboren worden sein, eine Geburtsurkunde liegt nicht vor. Lo soll in Armut aufgewachsen sein und keine höhere Bildung erhalten haben. Anfangs soll er als Kleinunternehmer Filme und Alkohol vertrieben haben. Berichten zufolge begann er seine Karriere im Opiumhandel als Anführer einer lokalen Miliz namens Ka Kwe Ye (KKY), die mit Unterstützung von General und Militärdiktator Ne Win zur Bekämpfung der Kommunisten in der instabilen Region gegründet worden war. In den 1960er Jahren lief er zur separatistischen Shan State Army über, die er mit seinem Drogenhandel finanzierte. Lo soll lokale Bauern als Sklaven für sich haben arbeiten lassen und sie dazu genötigt haben, Opium für ihn anzubauen. Sein Opium wurde dann über die Grenze mit Thailand geschmuggelt und später zu Heroin weiterverarbeitet. In den frühen 1970er Jahren war er zu einer wichtigen Figur im asiatischen Drogenhandel aufgestiegen, insbesondere im Handel von Heroin. Der Schmuggel trug während des Vietnamkriegs zur Abhängigkeit in Vietnam und Thailand stationierter US-amerikanischer Soldaten bei, was dazu führte, dass Lo von Thailand und den Vereinigten Staaten zum Staatsfeind erklärt wurde.
Im Jahre 1973 wurde Lo innerhalb der Grenzen Thailands verhaftet und gefangen genommen. Aus unbekannten Gründen wurde er daraufhin nach Myanmar ausgeliefert. Hier wurde er von der Militärregierung zum Tode verurteilt, allerdings nicht aufgrund seines Drogenhandels, sondern wegen seiner Unterstützung der Shan State Army. Seine Strafe wurde später in eine lebenslange Haftstrafe umgewandelt und 1980 wurde er begnadigt und kam nach sieben Jahren in Haft frei. Er nahm seine Drogengeschäfte wieder auf, allerdings verlor er die Kontrolle über den Drogenhandel an Khun Sa, welcher zum neuen Herren des Shan-Staates aufstieg. Lo soll daraufhin eine Vereinbarung mit dem herrschenden Militär getroffen haben, bei der er sein Geld gegen politische Gefälligkeiten zur Verfügung stellte, womit er sich als „legitimer“ Unternehmer neu erfinden konnte.
Im Juni 1992 gründete er das Unternehmen Asia World, gemeinsam mit seinem Sohn Steven Law (alias Tun Myint Naing), der seit 1996 mit Cecilia Ng aus Singapur verheiratet ist. Das Unternehmen führte zahlreiche strategische Projekte für die Regierung durch. Darunter fallen der Bau der neuen Hauptstadt Naypyidaw und die Modernisierung der Burmastraße. Asia World ist in fast allen Sektoren der Wirtschaft Myanmars aktiv. Im Februar 2008 nahm die US-Regierung Lo, seinen Sohn und seine Schwiegertochter sowie die 10 Unternehmen, die sie in Singapur kontrollieren, in ihre Liste der Sanktionen, welche die Militärjunta Myanmars betreffen, auf. Einem Bericht in The Observer zufolge half er bei der Organisation und Finanzierung der opulenten Hochzeit der Tochter des Diktators Than Shwe im Jahr 2006. Das Unternehmen unterhält auch enge Geschäftsbeziehungen mit der Volksrepublik China. Steven Law begleitete Thein Sein bei seinem ersten offiziellen Auslandsbesuch in China.
Lo starb 2013 in Rangun. Zu seiner Beerdigung versammelte sich die gesellschaftliche Elite der Stadt. Auch zwei Kabinettsminister der Regierung und Generäle des Militärs waren anwesend.

## Familie
Seine Ehefrau, Zhang Xiaowen, ist chinesische Staatsbürgerin und stammt aus dem Kreis Gengma in Yunnan. Zum Zeitpunkt seines Todes hatte Lo vier Söhne, vier Töchter und 16 Enkelkinder. Er hinterließ ihnen ein großes Vermögen. Die Familie soll zu den reichsten des Landes zählen, wobei genaue Zahlen zu ihrem Wohlstand nicht bekannt sind.